# What It Takes
Singles de Aerosmith
Janie's Got a Gun
(1989) The Other Side
(1990)
What It Takes est une chanson du groupe de hard rock américain Aerosmith. Elle fut écrite par Joe Perry, Steven Tyler et Desmond Child. La chanson fut "publiée" en 1990 en tant que troisième single de l'album Pump sorti en 1989. C'est l'une des ballades d'Aerosmith les plus connues et souvent considérée par la critique et les fans comme leur meilleure. 
Sur l'album, la chanson est suivie par une chanson cachée.

## Succès
La chanson fut un grand succès et se classa neuvième au Billboard Hot 100 et première au Mainstream Rock Tracks chart.

## En concert
En concert, le premier couplet est chanté a cappella par Steven Tyler puis les instruments suivent lors du refrain.

## Vidéo
Il existe deux vidéo pour la chanson, l'une où l'on voit le groupe jouer dans un bar et une autre qui reprend des images du documentaire The Making of Pump. C'est cette dernière que le groupe choisi de mettre sur la compillation DVD Big Ones You Can Look At